# 中島久枝
中島 久枝（なかしま ひさえ、1954年6月4日 - ）は、日本のフードライター、小説家。

## 経歴・人物
東京都生まれ。学習院女子高等科を経て、学習院大学文学部哲学科を卒業。大学卒業後、絵本の出版社、編集プロダクションなどを経て、1995年に独立。食と料理をテーマに、雑誌や単行本の企画・構成・編集などを行っている。食に関するウェブサイト、イベント企画なども行っている。2013年、時代小説『日乃出が走る 浜風屋菓子話』で第3回ポプラ社小説新人賞特別賞を受賞する。2014年、同作がポプラ文庫より刊行され、小説家デビューを果たす。同作について、文芸評論家の池上冬樹は「料理を扱った小説が増えているが、フードライターの手による本作は他と一線を画している」と評している。2019年、「日本橋牡丹堂 菓子ばなし」シリーズと『一膳めし屋丸九』で、日本歴史時代作家協会賞文庫書き下ろしシリーズ賞を受賞した。

## 著作
- おいしいもの取り寄せ図鑑（1996年7月 株式会社PARCO）
- 人と土地と歴史をたずねる和菓子（2001年4月 柴田書店）
- 甘味主義 全国のごひいき和菓子（2009年4月 ポプラ社）
- 美・職・技シリーズ　和菓子（2010年1月 グラフィック社）
- 3つの生地でつくる和菓子のおやつ（2010年4月 東京地図出版）

### 小説

#### 単著
- 『日乃出が走る 浜風屋菓子話』（2014年6月 ポプラ文庫）
- 『日乃出が走る 浜風屋菓子話2』（2014年12月 ポプラ文庫）
- 『日乃出が走る 浜風屋菓子話3』（2015年8月 ポプラ文庫）
- 『金メダルのケーキ』（2016年6月 光文社文庫）
- 『いつかの花 日本橋牡丹堂菓子ばなし』光文社〈光文社文庫 光文社時代小説文庫〉、2017年5月。ISBN 978-4-334-77464-6。
- 『湯島天神坂 お宿如月庵へようこそ』ポプラ社〈ポプラ文庫〉、2017年10月。ISBN 978-4-591-15635-3。
- 『なごりの月 日本橋牡丹堂菓子ばなし2』光文社〈光文社文庫 光文社時代小説文庫〉、2018年1月。ISBN 978-4-334-77594-0。
- 『ふたたびの虹 日本橋牡丹堂菓子ばなし3』光文社〈光文社文庫 光文社時代小説文庫〉、2018年7月。ISBN 978-4-334-77694-7。
- 『湯島天神坂 お宿如月庵へようこそ 三日月の巻』ポプラ社〈ポプラ文庫〉、2018年12月。ISBN 978-4-591-16123-4。
- 『一膳めし屋丸九』角川春樹事務所〈ハルキ文庫 時代小説文庫〉、2019年4月。ISBN 978-4-7584-4251-0。
- 『ひかる風 日本橋牡丹堂菓子ばなし4』光文社〈光文社文庫 光文社時代小説文庫〉、2019年6月。ISBN 978-4-334-77853-8。
- 『浮世の豆腐 一膳めし屋丸九2』角川春樹事務所〈ハルキ文庫 時代小説文庫〉、2019年10月。ISBN 978-4-7584-4296-1。
- 『湯島天神坂 お宿如月庵へようこそ 上弦の巻』ポプラ社〈ポプラ文庫〉、2019年11月。ISBN 978-4-591-16471-6。
- 『それぞれの陽だまり 日本橋牡丹堂菓子ばなし5』光文社〈光文社文庫 光文社時代小説文庫〉、2019年12月。ISBN 978-4-334-77955-9。
- 『浜風屋菓子話 日乃出が走る 新装版1』ポプラ社〈ポプラ文庫〉、2020年5月。ISBN 978-4-591-16694-9。
- 『杏の甘煮 一膳めし屋丸九3』角川春樹事務所〈ハルキ文庫 時代小説文庫〉、2020年5月。ISBN 978-4-7584-4340-1。
- 『浜風屋菓子話 日乃出が走る 新装版2』ポプラ社〈ポプラ文庫〉、2020年6月。ISBN 978-4-591-16695-6。
- 『浜風屋菓子話 日乃出が走る 新装版3』ポプラ社〈ポプラ文庫〉、2020年7月。ISBN 978-4-591-16710-6。
- 『はじまりの空 日本橋牡丹堂菓子ばなし6』光文社〈光文社文庫 光文社時代小説文庫〉、2020年7月。ISBN 978-4-334-79047-9。
- 『白子の柚子釜 一膳めし屋丸九4』角川春樹事務所〈ハルキ文庫 時代小説文庫〉、2020年10月。ISBN 978-4-7584-4367-8。
- 『湯島天神坂 お宿如月庵へようこそ 十日夜の巻』ポプラ社〈ポプラ文庫〉、2020年11月。ISBN 978-4-591-16815-8。
- 『かなたの雲 日本橋牡丹堂菓子ばなし7』光文社〈光文社文庫 光文社時代小説文庫〉、2021年1月。ISBN 978-4-334-79145-2。
- 『しあわせ大根 一膳めし屋丸九5』角川春樹事務所〈ハルキ文庫 時代小説文庫〉、2021年4月。ISBN 978-4-7584-4401-9。

#### 共著
- 『まんぷく 〈料理〉時代小説傑作選』PHP研究所〈PHP文芸文庫〉、2020年1月。ISBN 978-4-569-76989-9。畠中恵、坂井希久子、青木祐子、梶よう子、宮部みゆき(共著)、細谷正充(編集)。